# Vila da Ponte (Montalegre)
Vila da Ponte is een plaats (freguesia) in de Portugese gemeente Montalegre en telt 255 inwoners (2001).